# Portrait de Marie Lagadu
Le Portrait de Marie Lagadu est un tableau réalisé par le peintre français Paul Sérusier vers 1889 à Pont-Aven, dans le Finistère. De format vertical, cette huile sur toile est le portrait à mi-corps de Marie Lagadu, une servante de la Pension Gloanec. Vêtue du costume breton, elle y figure assise, le bras gauche accoudé sur une table où se trouve une cruche. Achetée en 2008 auprès d'un collectionneur particulier, elle est conservée au musée de Pont-Aven, qui le considère comme l'un de ses chefs-d'œuvre.